# ダニー・マッケリー
ダニー・デズモンド・マッケリー（Danny Desmond Makkelie、1983年1月28日 - ）は、オランダのサッカー審判員。本職はロッテルダムの警察検査官。また、オランダサッカー協会の審判指導者としても活動している。2011年からは国際サッカー連盟 (FIFA) 登録の国際審判員を務めているほか、欧州サッカー連盟 (UEFA) のエリートカテゴリーとして国際試合を複数担当している。ファーストネームの「Danny」のオランダ語での実際の発音は「デニー」である。
2012年7月15日にはUEFA U-19欧州選手権2012の決勝戦を担当 。2018UEFAヨーロッパリーグ決勝で追加の副審を務めた後、2020年8月18日、UEFAは当時37歳のマッケリーをセビージャとインテル・ミラノの間の2020UEFAヨーロッパリーグ決勝の審判に指名した。彼はまた、カタールで開催されたFIFAクラブワールドカップ2020準決勝・パルメイラス対ティグレスの試合を担当した。さらにマッケリーはUEFA EURO 2020の審判にも選出され、ラウンド16のイングランド対ドイツ、準決勝のイングランド対デンマークの試合と、グループステージ2試合を担当した。

## ビデオアシスタントレフリーとして
マッケリーは国際的な主要試合のビデオ・アシスタント・レフェリー (VAR) として多くの経験を積んでおり、以下の大会でVARを担当している。
- FIFAクラブワールドカップ2016・決勝
- 2017 FIFA U-20ワールドカップ決勝
- 2018 FIFAワールドカップ・決勝
- FIFAクラブワールドカップ2018・決勝
- UEFAチャンピオンズリーグ 2018-19 決勝
- 2019 FIFA女子ワールドカップ
  - フランス対ナイジェリア[5]、ジャマイカ対イタリア[6]の両試合では、VAR介入により新ルールに基づくPKのジャッジ変更を行っている。

## 議論となった判定
2021年3月27日・2022 FIFAワールドカップ・ヨーロッパ予選グループA・ポルトガル対セルビア
後半アディショナルタイムにポルトガルFWクリスティアーノ・ロナウドのシュートをセルビアFWアレクサンダル・ミトロヴィッチが掻き出したプレーに対し、映像ではゴールを割っていたように見えたがマッケリーはこれをノーゴールと判定、激昂したロナウドがピッチを去る事態となり、試合後マッケリーがジャッジミスを認めてポルトガル側に謝罪を行っている。
2021年7月7日・UEFA EURO 2020準決勝・イングランド対デンマーク
延長前半の103分、マッケリーはペナルティエリア内でのデンマークMFマティアス・イェンセンとイングランドFWラヒーム・スターリングの接触に対してイェンセンのファウル及びPKの判定を下し、これが（前述のW杯予選のミスジャッジと相まって）批判の矢面に立たされる結果となった。マッケリーの判定については、試合のVAR関係者がマッケリーにペナルティの判定が「正しい」と言ったとUEFA審判委員会のロベルト・ロセッティ委員長が指摘している。